# Laurentiuskirche (Oberderdingen)

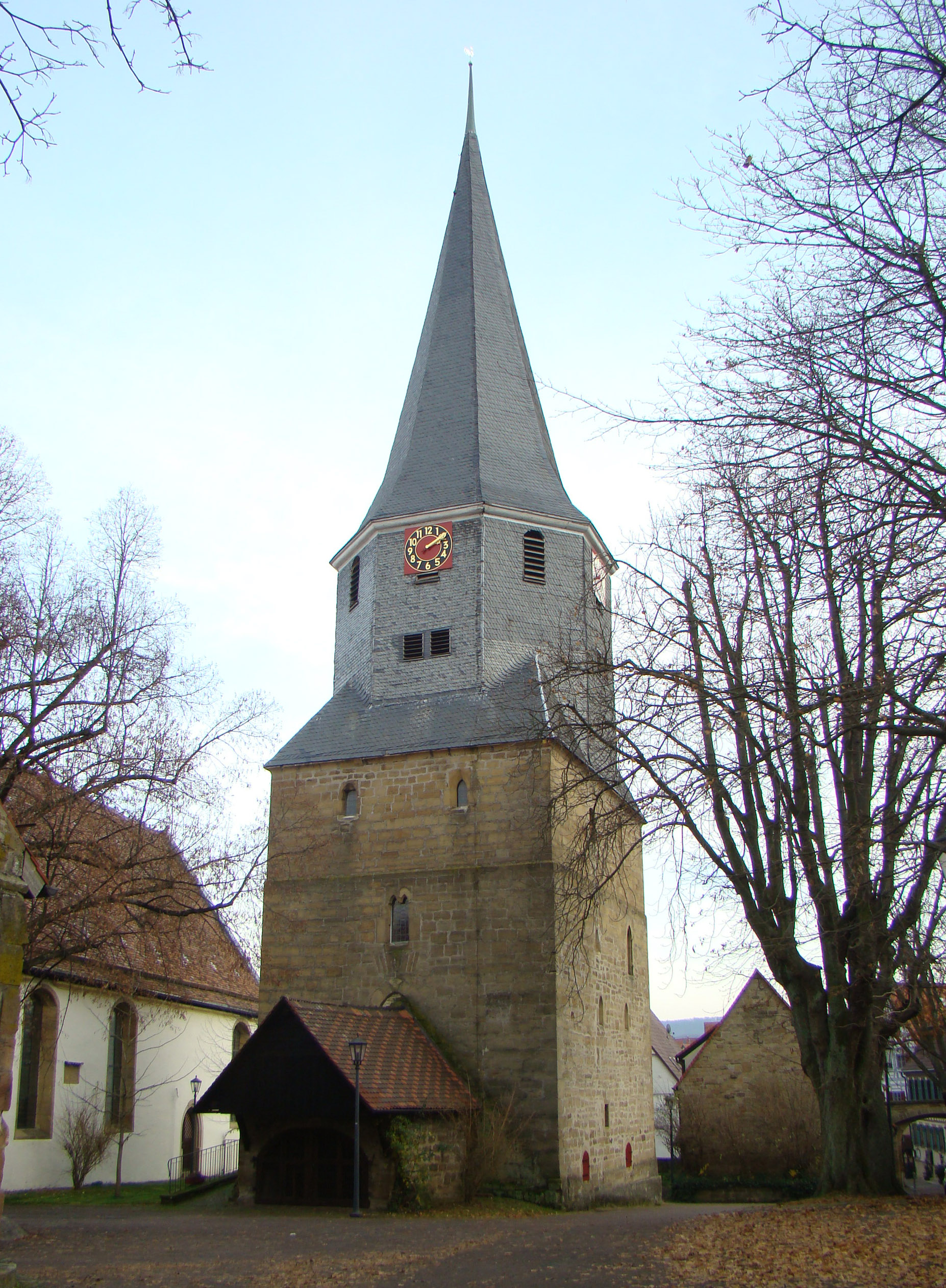
Kirchturm der Laurentiuskirche, links daneben das Langhaus

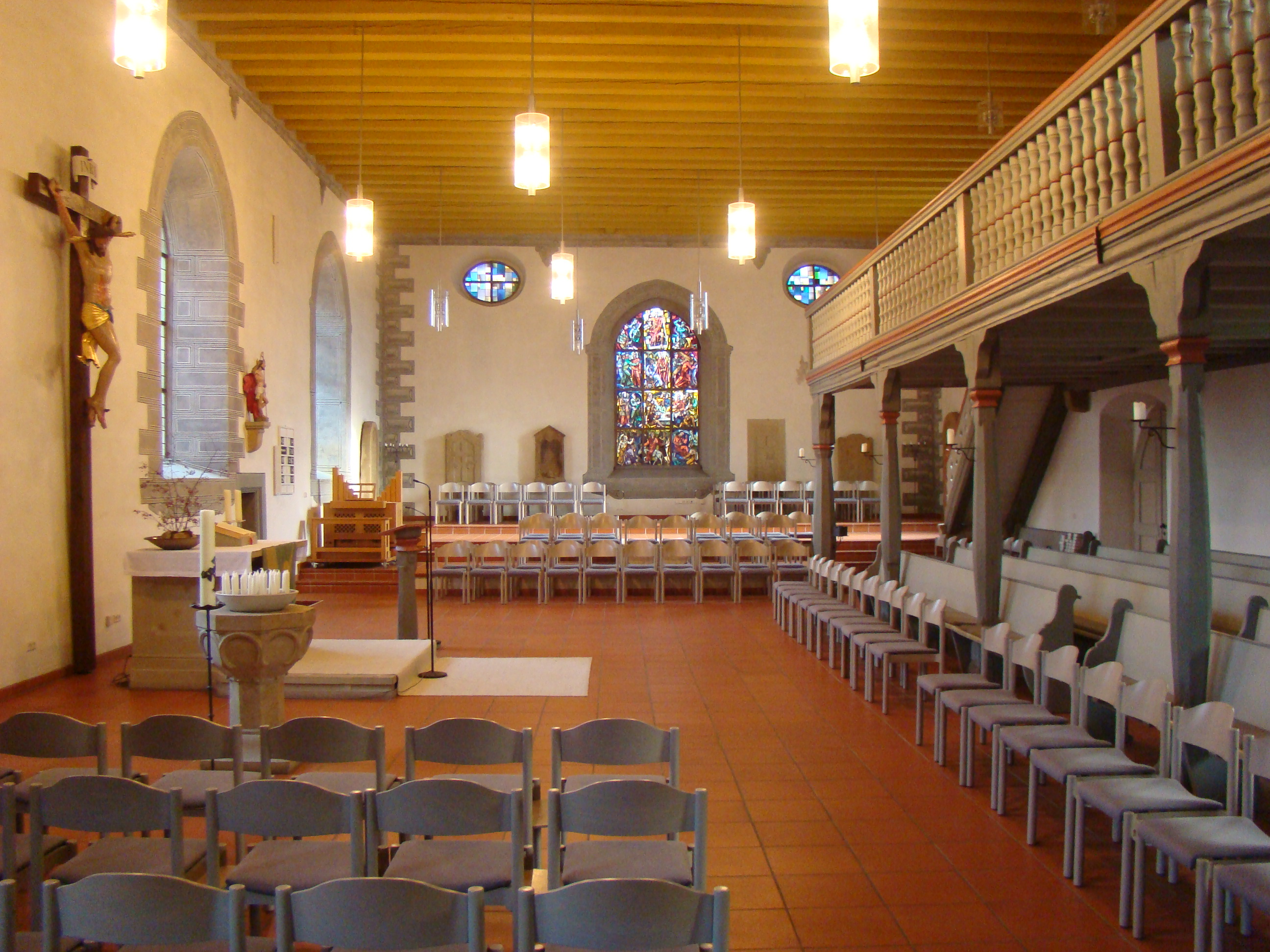
Innenansicht

Die evangelische Laurentiuskirche steht in Oberderdingen, einer Stadt im Landkreis Karlsruhe in Baden-Württemberg. Das Bauwerk ist beim Landesamt für Denkmalpflege Baden-Württemberg als Baudenkmal eingetragen. Die Kirchengemeinde gehört zum Kirchenbezirk Mühlacker der Evangelischen Landeskirche in Württemberg.

## Beschreibung
Die Kirche wurde zwischen 1571 und 1574 im Auftrag des württembergischen Herzogs Ludwig des Frommen im Amthof erbaut und ist somit zusammen mit der Schlosskirche in Stuttgart die älteste nach reformatorischen Grundsätzen errichtete Predigtkirche in Württemberg. Sie besteht aus einem Langhaus mit einer im Westen schräggestellten Fassade und einem freistehenden Kirchturm auf quadratischem Grundriss als Teil einer ehemaligen Wehrkirche. Der Kirchturm wurde mit einem achteckigen Geschoss aufgestockt, das die Turmuhr und den Glockenstuhl mit vier Kirchenglocken enthält, und mit einem achtseitigen Zeltdach bedeckt. 
Kruzifix, Kanzel und Taufstein stammen aus der Erbauungszeit. Die von Johann Heinrich Schäfer 1855 gebaut Orgel bedarf einer Restaurierung.